# 周守愚
周守愚（1528年—?），字聖持，一字汝哲，號成南，江西廣信府永豐縣人，民籍，明朝政治人物。

## 生平
江西鄉試第六名舉人。嘉靖四十四年（1565年）中式乙丑科三甲第一百八十八名進士。刑部观政，本年七月授昆山知县，丁忧。隆慶二年（1568年）復除当涂县，五年八月选南刑科给事中，六年七月升福建佥事，万历三年（1575年）十一月降凤阳府通判，七年二月升處州府同知。十二年六月授升浙江佥事，十四年正月听调。

## 家族
曾祖周直，贈兵科給事中；祖父周序，太常寺寺丞；父周弘德，庠生赠通判；母程氏，赠安人。兄守约、守敬、守仁、守禮、守正、守成、弟守典、守身、守紀、守邦、守则。